# Saw duang

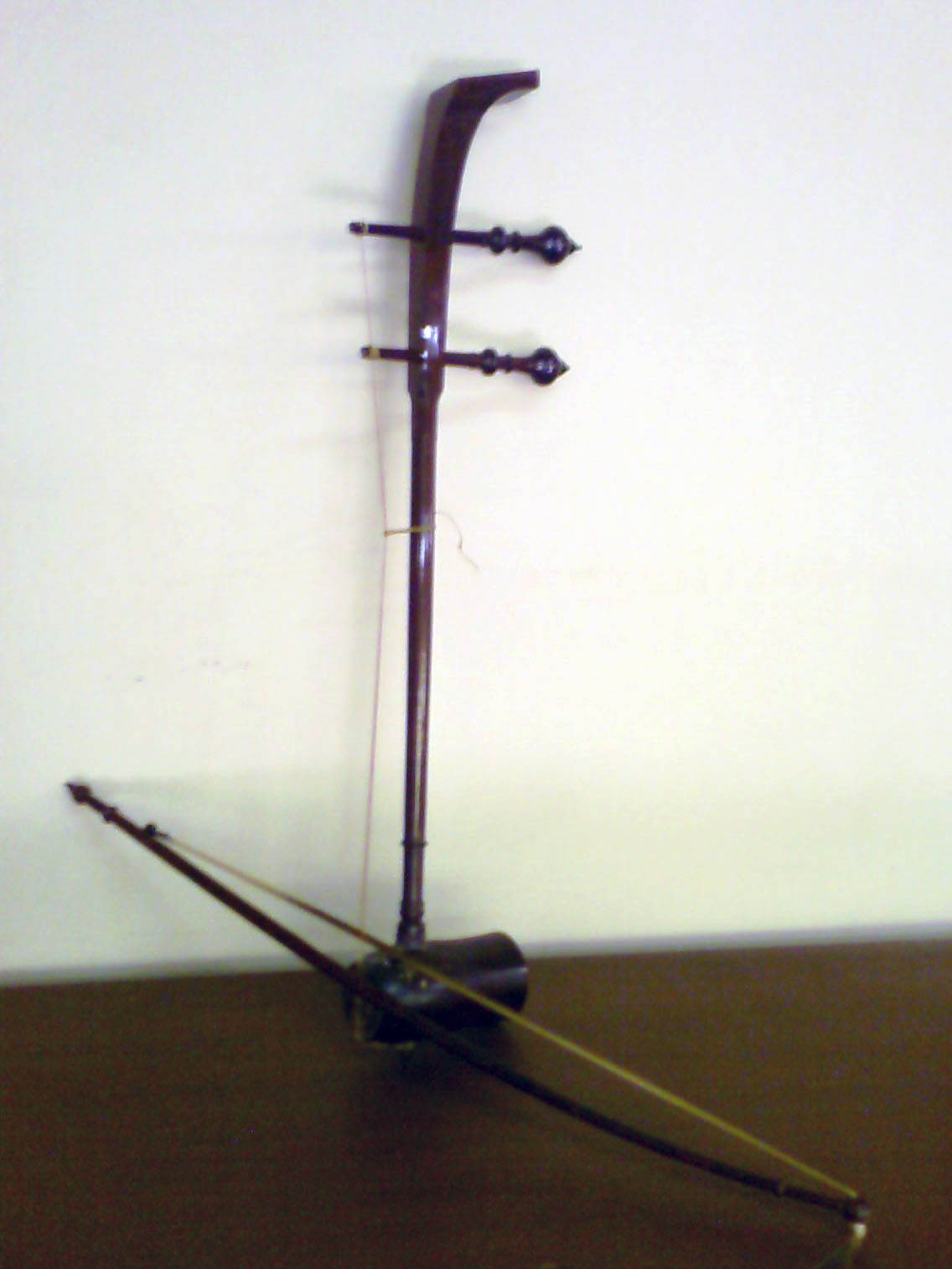
Saw duang

Le saw duang (en thaï : ด้วง, prononcé [sɔː dûəŋ], RTGS : so duang) est un instrument à deux cordes utilisé dans la musique thaïlandaise traditionnelle. 
Le son est produit à partir du frottement de l'archet, fabriqué à partir de poils de prêle, sur les cordes en soie. L'archet doit être incliné pour passer d'une corde à une autre. Le Saw duang est un instrument léger qui se tient verticalement sur les genoux. Il émet un son brillant contrairement au Saw u, qui produit un son doux. Il est apparenté à l'instrument à cordes chinois appelé Huqin (chinois : 胡琴 ; pinyin : húqín ; litt. « qin barbare »  de la famille des vielles dans les traditions chinoises et mongoles à deux cordes, ainsi que l'erhu, le zhonghu, et le gaohus.

## Historique
Les instruments de musique thaïlandais ont été conçus en adaptant certains instruments chinois avec des éléments spécifiques et propres à la culture khmer. Il est à noter que la Chine a commencé à utiliser l'Erhu dès lors que le Siam eut exporté les instruments de sa culture, en Chine[pas clair]. La variété des instruments de musique s'est, encore élargie, lorsque le royaume thaïlandais de la péninsule indochinoise a commercé avec l'Inde. Plus tard, la Thaïlande a également adopté les instruments occidentaux tels que le violon et l'orgue. Le saw duang a peut-être été copié du Huqin de Chine. Le nom a été donné en raison de sa forme qui ressemble à un piège (duang dak yae ou ดัก แย้) utilisé par les habitants des provinces du Nord pour attraper des lézards comestibles.

## Structure
Le saw duang comporte sept composants principaux, qui sont , : 
1. Le cou (Thuan Saw) peut être fabriqué en travaillant différents types de bois durs. La partie supérieure du cou a une forme de quadrilatère tandis que la partie inférieure est effilée et insérée dans la caisse de résonance.
2. Les tirants (Luk-bid) sont orientés dans la même direction que la scie Thuan. Ils sont de forme cylindrique en bois ou ivoire. La corde de faible hauteur est attachée à la cheville supérieure tandis que la corde de grande hauteur est attachée à la cheville inférieure. Comme les violons, les piquets sont tordus pour s'accorder aux cordes.
3. Le corps a une forme cylindrique creuse, il est fait en bois dur ou en ivoire. Un côté du corps est recouvert d'une peau de serpent étirée qui étend les vibrations des cordes.
4. Le cordon (Rad-ok) est attaché autour des cordes situées dans la partie supérieure du cou. Il sert à resserrer les cordes. Le joueur appuie sur la corde sous ce cordon.
5. Le pont en bois est similaire à ceux utilisés dans les instruments à cordes occidentaux. Il soutient la corde et transmet la vibration à la peau de serpent.
6. L'arc est fabriqué à partir du même matériau que le cou. Il a une longue forme incurvée à la proue des violons baroques . Les cheveux de l'arc qui sont fabriqués à partir de poils de prêle ou de ficelles en nylon passent entre les deux ficelles puis sont fixés aux deux extrémités de l'arc.
7. Les cordes sont fabriquées à partir de différents types de matériaux. Les cordes sont traditionnellement en soie, mais de nos jours, des fils en nylon ou en laiton sont utilisés pour donner un son plus long et plus clair. La grande corde intérieure a une tonalité plus basse que la petite corde extérieure.

## Utilisation
Dans un ensemble à cordes traditionnel ou Wong Khrueang Sai (เครื่องสาย), le saw duang joue le rôle de chef de file en raison de son timbre clair et net. Récemment[évasif], l’ensemble à cordes traditionnel s’est développé avec l’ajout d’instruments occidentaux tels que le violon et le piano. Ces ensembles à cordes sont utilisés dans de nombreuses occasions telles que les mariages, les anniversaires et les pendaisons de crémaillère ,.
C'est l'équivalent du Tro sau toch cambodgien.